# Сільський округ імені Ільяса Омарова
імені Ілья́са Ома́рова сільський округ (каз. Ілияс Омаров атындағы ауылдық округі, рос. имен Ильяса Омарова сельский округ) — адміністративна одиниця у складі Алтинсаринського району Костанайської області Казахстану. Адміністративний центр — село імені Ільяса Омарова.
Населення — 1446 осіб (2021; 2515 у 2009, 3116 у 1999, 4055 у 1989).
Станом на 1989 рік існували Докучаєвська сільська рада (села Біляєвка, Докучаєвка, Карагайли) та Лермонтовська сільська рада (село Лермонтово, селища Жанасу, Лихачевка, Степний), з 1993 року — Докучаєвський сільський округ та Лермонтовський сільський округ. 19 липня 2012 року Лермонтовський сільський округ перейменовано в сільський округ імені Ільяса Омарова. Села Біляєвка та Лихачевка ліквідовано 2009 року, село Степне — 2013 року. 2019 року Докучаєвський сільський округ був розділений на Докучаєвську сільську адміністрацію та Шокайську сільську адміністрацію, які одразу увійшли до складу сільського округу імені Ільяса Омарова.

## Склад
До складу округу входять такі населені пункти:
| Населений пункт            | Старі назви | Населення, осіб (1989) | Населення, осіб (1999) | Населення, осіб (2009) | Населення, осіб (2021) |
| -------------------------- | ----------- | ---------------------- | ---------------------- | ---------------------- | ---------------------- |
| Біляєвка, село             | -           | 47                     | 26                     | -                      | -                      |
| Докучаєвка, село           | -           | 1347                   | 908                    | 885                    | 575                    |
| Жанасу, село               | -           | 326                    | 273                    | 265                    | 146                    |
| імені Ільяса Омарова, село | Лермонтово  | 1133                   | 894                    | 562                    | 348                    |
| Лихачевка, село            | -           | 125                    | 60                     | -                      | -                      |
| Степне, село               | Степний     | 164                    | 113                    | 7                      | -                      |
| Шокай, село                | Карагайли   | 913                    | 842                    | 796                    | 377                    |